# Foreste miste temperate delle Azzorre
Le foreste miste temperate delle Azzorre sono un'ecoregione dell'ecozona paleartica (codice ecoregione: PA0403).

## Territorio
Situato al centro dell'oceano Atlantico, a 1500 km dal Portogallo e a 3900 km dalla costa orientale del Nord America, l'arcipelago delle Azzorre è uno dei gruppi insulari più remoti dell'Atlantico, rimasto inesplorato sino al XV secolo, epoca di inizio della colonizzazione portoghese. In ragione di questo suo isolamento, l'arcipelago ospita un notevole numero di endemismi.

## Flora
La flora originaria dell'arcipelago è stata in gran parte eradicata dopo l'arrivo dei colonizzatori. La tipica laurisilva macaronesiana, composta principalmente da Laurus azorica, Juniperus brevifolia ed Erica azorica, sopravvive soprattutto sulle isole di Pico, Terceira e São Miguel, al di sopra dei 500 m di altitudine. Le aree di pianura, in gran parte degradate, vedono la predominanza dell'endemica Myrica faya.

## Fauna
Tra i mammiferi presenti nell'ecoregione le uniche specie autoctone sono il vespertilio maggiore (Myotis myotis) e l'endemica nottola delle Azzorre (Nyctalus azoreum).

Sono state censite 36 specie di uccelli tra cui il ciuffolotto delle Azzorre (Pyrrhula murina), il cui areale è ristretto alla laurisilva della parte orientale dell'isola di São Miguel, fra i 300 e gli 800 m di quota. Altra specie degna di menzione è il canarino (Serinus canaria), presente anche a Madera e nelle Canarie. Tra gli uccelli acquatici che nidificano nell'arcipelago ci sono infine il petrello di Fea  (Pterodroma feae), la berta di Bulwer (Bulweria bulwerii), la berta minore atlantica (Puffinus puffinus), la berta della Macaronesia (Puffinus baroli) e l'uccello delle tempeste di Castro (Oceanodroma castro).

## Conservazione

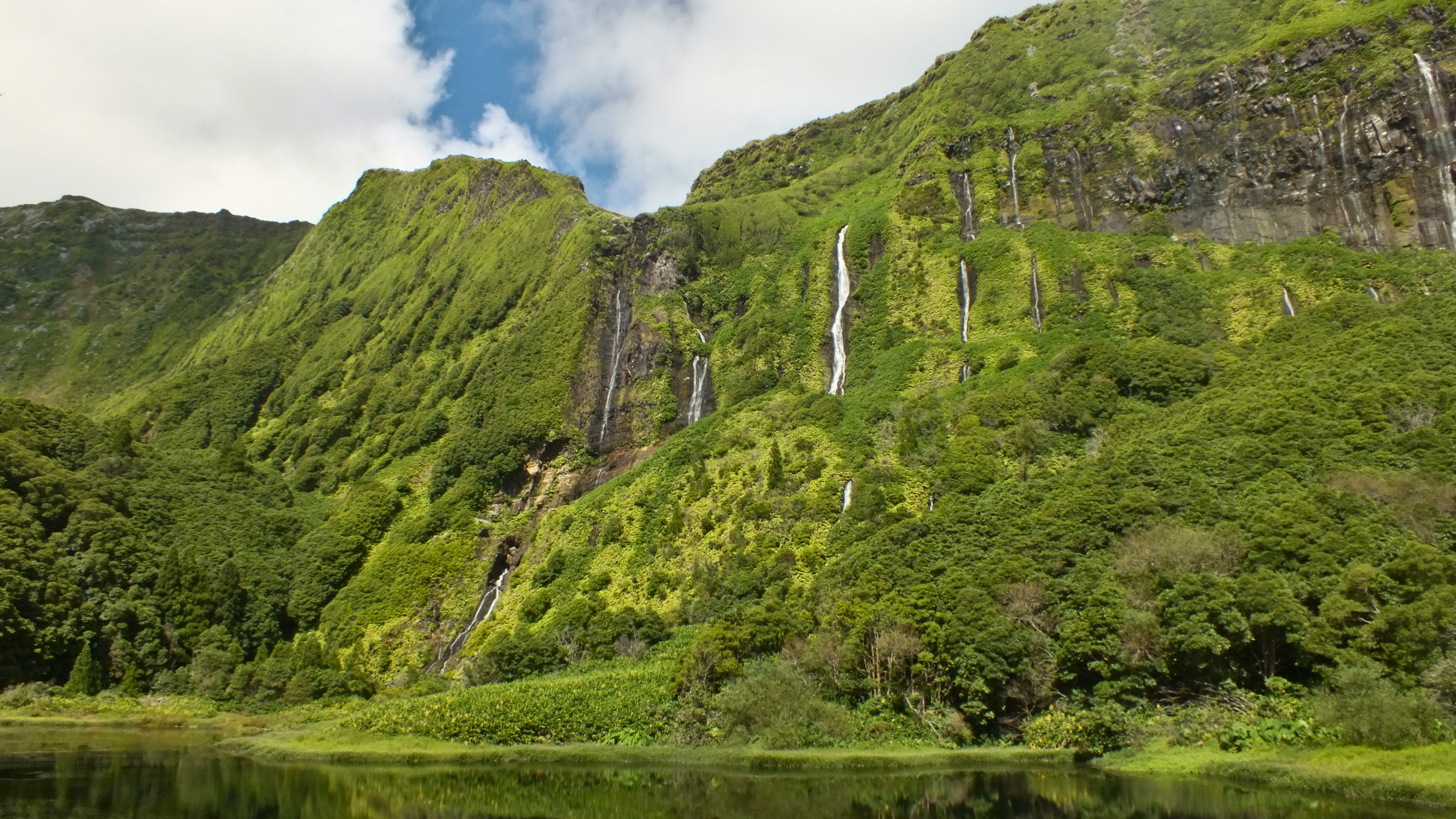
Cascate Ribeira Grande presso l'isola di Flores

L'estensione attuale della laurisilva copre appena il 2% della superficie originaria. Il governo regionale delle Azzorre con il sostegno della Comunità Europea ha messo in atto un programma di riqualificazione del territorio nel tentativo di eradicare le specie invasive esotiche e di espandere le formazioni forestali autoctone.